# Boreohydridae
Die Boreohydridae sind  eine ausschließlich im Meer lebende Familie der Hydrozoen (Hydrozoa) aus dem Stamm der Nesseltiere (Cnidaria). Es handelt sich um eine kleine Familie von zwei Arten, in jeweils monotypischen Gattungen, deren Vorkommen auf den östlichen Nordatlantik und seine Nebenmeere sowie den Arktischen Ozean beschränkt ist.

## Merkmale
Die zwei Arten dieser Familie bilden kein freies Medusenstadium aus, sondern nur Polypen. Die Hydranthen sind relativ klein und solitär. Sie besitzen nur einen Kranz von reduzierten Tentakeln, der um den Mund oder im mittleren Teil des Körpers sitzt. Die Tentakel können capitat sein oder auch nicht. Das Perisarc ist reduziert oder fehlt völlig. Die Gonophoren sind festsitzende Sporensäcke.

## Geographisches Vorkommen
Die zwei Arten der beiden monotypischen Gattungen der Familie wurden im nördlichen Nordatlantik (Norwegen) und dem Arktischen Ozean (Weißes Meer) sowie in der westlichen Ostsee, der Nordsee und dem westlichen Mittelmeer gefunden.

## Systematik
Die Familie beinhaltet derzeit nur zwei monotypische Gattungen:
- Boreohydra Westblad, 1937
  - Boreohydra simplex Westblad, 1937
- Psammohydra Schulz, 1950
  - Psammohydra nana Schulz, 1950

### Online
- Hydrozoa Directory